# نيمانيا رادوفيتش
نيمانيا رادوفيتش مواليد 11 نوفمبر 1991 في براني، جمهورية يوغوسلافيا الاشتراكية الاتحادية، هو لاعب كرة سلة مونتينيغري. بدأ مسيرته الاحترافية في سنة 2008. يلعب مع سي بي مورسيا في الدوري الإسباني لكرة السلة. يحمل الرقم 11.

## المسيرة الاحترافية
لعب مع نادي مورنار بار لكرة السلة من سنة 2008 إلى 2011، ثم لعب مع نادي بودوشنوست لكرة السلة في موسم 2011–2012، ثم لعب مع نادي ميغا لكرة السلة في موسم 2013–2014، ثم لعب مع سي بي مورسيا في الدوري الإسباني في سنة 2014.

## روابط خارجية
- نيمانيا رادوفيتش على موقع الاتحاد الدولي لكرة السلة (الإنجليزية)
- نيمانيا رادوفيتش على موقع الدوري الأوروبي لكرة السلة (الإنجليزية)
- نيمانيا رادوفيتش على موقع الدوري الإسباني لكرة السلة (الإسبانية)
- نيمانيا رادوفيتش على موقع كرة السلة الأوروبية.كوم (الإنجليزية)
- نيمانيا رادوفيتش على موقع ريلجم (الإنجليزية)
- نيمانيا رادوفيتش على موقع بروبوليرز (الإنجليزية)
- نيمانيا رادوفيتش على موقع سبورتس رفرنس (الإنجليزية)